# 1894 în științifico-fantastic
- 1893 în științifico-fantastic — 1894 în științifico-fantastic — 1895 în științifico-fantastic

1894 în științifico-fantastic a implicat o serie de evenimente:

## Nașteri și decese

### Nașteri
- Aldous Huxley (d. 1963)
- Hans Henny Jahnn (d. 1959)
- Delos W. Lovelace (d. 1967) - King Kong
- S. P. Meek (d. 1972) autor al seriei Doctor Bird and Operative Carnes

## Cărți
- Selbsthilfe de Leopold Heller
- Unter der roten Fahne de Hermann Lahrssen

## Filme
| Titlu | Regizor | Distribuție | Țara | Sub-Gen /Note |
| ----- | ------- | ----------- | ---- | ------------- |
|       |         |             |      |               |

## Premii
Principalele premii nu s-au acordat în această perioadă.